# Saint-Jean-de-Valériscle
 Saint-Jean-de-Valériscle  es una población y comuna francesa, situada en la región de Languedoc-Rosellón, departamento de Gard, en el distrito de Alès y cantón de Saint-Ambroix.

## Demografía
| 1404 | 1282 | 824 | 742 | 672 | 716 |
| Para los censos de 1962 a 1999 la población legal corresponde a la población sin duplicidades (Fuente: INSEE [Consultar]) |      |     |     |     |     |